# Typhlatya arfeae
Typhlatya arfeae is een garnalensoort uit de familie van de Atyidae. De wetenschappelijke naam van de soort is voor het eerst geldig gepubliceerd in 2005 door Jaume & Bréhier.